# Rue Alain-Barbe-Torte
La rue Alain-Barbe-Torte est une voie publique de Nantes, en France.

## Situation et accès
Située dans le quartier de l'île de Nantes, cette artère rectiligne, longue d'environ 900 mètres, qui est bitumée et ouverte à circulation routière, relie le quai François-Mitterrand au boulevard de l'Estuaire. Elle rencontre successivement la rue La Noue-Bras-de-Fer, la place François-II, la rue Pierre-Landais et boulevard de la Prairie-au-Duc.

## Origine du nom
La voie est baptisée en l'honneur du premier duc de Bretagne, Alain Barbe-Torte, qui notamment libéra Nantes de l'occupation normande en 937.

## Historique
L'aménagement de la rue fut décidé au milieu de XIXe siècle, et avait d'abord une vocation industrielle. Elle était alors longée pour l'essentiel par des entrepôts et parcourue par une voie ferrée allant des quais au nord aux emprises de la gare de l'État.
Durant le début des années 2000, la rue fait l'objet d'une réhabilitation urbanistique dans laquelle les bâtiments industriels laissent peu à peu la place à des immeubles accueillant des commerces, des logements et des bureaux.

## Bâtiments remarquables et lieux de mémoire
L'École nationale supérieure d'architecture de Nantes (architectes : Anne Lacaton et Jean-Philippe Vassal) occupe l'extrémité nord-ouest de l'artère depuis février 2008.